# История Уоллиса и Футуны
История Уоллиса и Футуны насчитывает несколько столетий, начиная с момента заселения их полинезийцами.

## Заселение островов и ранняя история
Согласно этнографическим исследованиям 1988 года (находка керамики культуры лапита на юге острова Увеа), принято считать, что острова были заселены между 1000 и 1500 гг. н. э. (предположительно около 1300 года). В течение всей первой половины второго тысячелетия на Увеа господствовали тонганцы, тогда как жители острова Футуна сопротивлялись их завоеванию. Тонганцы создали своё королевство на Увеа к 1500 году. Футуна были покорены самоанцами в конце XVII века.

### Острова Уоллис
Согласно устной традиции, два брата маори с Новой Зеландии, Мауи Кисикиси и Мауи Аталаги, высадились на острове Увеа около 1400 г. н. э. Остров был необитаем. Дальнейший их путь лежал на острова Тонга, где они рассказали о своем открытии Туи-тонга. Позже Туи-тонга предпринял завоевание островов.
Первым тонганским вождем поселившимся на Увеа с целью колонизации был Хоко. Позже прибыли два других вождя — Калафилиа и Фолау Факате. Остров был разделен между ними на три округа — Муа, Хихифо и Хахаке. С дальнейшим ростом населения островов возникла необходимость в создании монархии. Первым хау острова стал Таулоко (был возведен на трон Хоко).

### Острова Хорн
Ранняя история островов Хорн традиционно делится на три периода: Келе Ули, Келе Меа и Келе Ула. Находки керамики культуры лапита связывают с первым периодом, когда поселения располагались в основном на побережье островов. В период Келе Меа футунанцы начали строить дома внутри острова и укрепленные поселения. В этот период был также населён и остров Алофи. Период Келе Ула связан с устной традицией. Футунанцы уже контактировали с жителями островов Самоа и Тонга. Сохранилось предание и о прибытии китайского судна, команда которого оставила многочисленных потомков.

## Европейское открытие
Европейцы впервые увидели эти острова 28 апреля 1616 года. Недалеко от островов Футуна и Алофи на судне Eendracht проплыли голландские мореплаватели Якоб Лемер и Виллем Схаутен. Они назвали острова Хорн (нидерл. Hoorn), в честь города, откуда они были родом. В следующий раз эти острова были посещены только 11 мая 1768 года Луи Бугенвилем, однако изоляция жителей была нарушена только через 50 лет китобойными судами.
Острова Уоллис были открыты англичанином Семюэлем Уоллисом (в честь него острова и получили своё название), который 16 августа 1767 года на судне Dolphin становился на якорь перед островом. 21 апреля 1781 года на острове Увеа останавливался Франсиско Антонио Морелль и назвал его «островом Утешения». В 1791 году сюда заходил английский капитан «Пандоры» Эдвард Эдвардс, искавший мятежный «Баунти». В дальнейшем на островах изредка останавливались различные суда до прибытия китобоев в 1828 году.

## Миссионеры
Первыми европейцами, которые поселились здесь начиная с ноября 1837 года, были французские миссионеры Общества Марии (фр. Les Sœurs Missionnaires de la Société de Marie). Они обращали местное население в католицизм. Первый миссионер острова Футуна Пьер Мари Шанель (фр. Pierre Marie Chanel) мученически погиб 28 апреля 1841 года и был канонизирован 12 июня 1954 года (объявлен Святым Покровителем Океании). Мощи Святого Шанеля были возвращены на остров Футуна из Франции в 1976 году

## Французский протекторат
5 апреля 1842 года, после восстания части местного населения, миссионеры потребовали защиту Франции. В ноябре того же года острова Уоллис и Футуна отдельно объявлялись «свободными и независимыми под защитой Франции» с подписанием договоров о дружбе. 19 ноября 1886 года королева Амелия с островов Уоллис подписала договор, официально установивший французский протекторат. Короли Сигаве Джоабе Мануа Мусулану (англ. Sigave Joabe Manua Musulanu) и Ало Алиасеги (англ. Alo Aliasegi) с островов Футуна и Алофи также подписали 29 сентября 1887 года договор, установивший французский протекторат. Объединённый протекторат «Острова Уоллис и Футуна» (фр. les Wallis-et-Futuna) был установлен 5 марта 1888 года решением министра колоний. Первым резидентом Франции на островах стал Морис Антуан Шаво (1887—1892).
В 1917 году три традиционных территории, находившихся под управлением местных вождей, были аннексированы Францией и преобразованы в Колонию Уоллис и Футуна, которая находилась под управлением колонии Новая Каледония. В 1928 году на островах появился первый автомобиль (это был небольшой грузовик марки «Форд») и начало работать радио. В 1931 году было установлено постоянное морское сообщение с Новой Каледонией и введены деньги. Резидент Жозеф Жан Давид (1933—1938) обязал население уделять один день в неделю развитию коммунальных служб. При нём была построена значительная часть инфраструктуры островов и местные вожди потеряли часть авторитета. Во время Второй мировой войны (с июня 1942 года) острова послужили базой для ВВС США (для части «Navy 207»). На их территории одновременно находилось до 6000 тысяч солдат, которые оставили после себя современную инфраструктуру.

## Заморская территория Франции
На референдуме 27 декабря 1959 года 94,4% избирателей (4307 из 4564) проголосовали за то, чтобы Острова Уоллис и Футуна интегрировались во Французскую Республику в виде заморской территории. Статус заморской территории был установлен Законом от 29 июля 1961 года. После конституционной реформы 28 марта 2003 года принято говорить о заморской общине (фр. Collectivité d’Outre-Mer).
На острове Уоллис в 1990-х годах возник и активно проявился в 2005 году конфликт по поводу наследования титула традиционного короля (лавелуа) Королевства Увеа после очень долгого правления Томаси Кулимоэтоке II. Этот кризис указал на глубокие раздоры, пронизывающие общество Уоллиса, и создал напряженность между традиционным вождём и представителями французского государства, оказавшимися его свидетелями и участниками.